# Zhang Ze
Zhang Ze (張擇S, Zhāng ZéP; Nanchino, 4 luglio 1990) è un tennista cinese.
Attivo in prevalenza nei circuiti minori, ha vinto diversi titoli sia nel circuito Challenger che nel circuito ITF. Ha ottenuto maggiori successi in doppio, specialità nella quale ha raggiunto il 78º posto del ranking ATP nell'aprile 2018. In singolare è arrivato nei quarti di finale al torneo ATP 500 di Pechino 2012 ed è stato 148º del ranking nel maggio 2013. Ha esordito nella squadra cinese di Coppa Davis nel marzo 2009. Tra gli juniores è stato 28º nella graduatoria mondiale ITF nel settembre 2008.

## Statistiche
Aggiornate al 20 giugno 2022.

### Tornei minori

#### Singolare

##### Vittorie (10)
| Legenda tornei minori |
| Challenger (2)        |
| Futures (8)           |

| N. | Data             | Torneo                                        | Superficie  | Avversario in finale | Punteggio     |
| 1. | 12 febbraio 2017 | Kunal Patel San Francisco Open, San Francisco | Cemento (i) | Vasek Pospisil       | 7-5, 3-6, 6-2 |
| 2. | 5 agosto 2018    | Chengdu Challenger, Chengdu                   | Cemento     | Henri Laaksonen      | 2-6, 5-2 rit. |

##### Finali perse (16)
| Legenda tornei minori |
| Challenger (5)        |
| Futures (11)          |

| N. | Data              | Torneo                                              | Superficie  | Avversario in finale | Punteggio     |
| 1. | 22 maggio 2010    | Fergana Challenger, Fergana                         | Cemento     | Evgeny Kirillov      | 3-6, 6-2, 2-6 |
| 2. | 28 febbraio 2016  | All Japan Indoor Tennis Championships, Kyoto        | Cemento (i) | Yūichi Sugita        | 7-5, 3-6, 4-6 |
| 3. | 13 marzo 2016     | Zhuhai Open, Zhuhai                                 | Cemento     | Thomas Fabbiano      | 7-5, 1-6, 3-6 |
| 4. | 10 settembre 2017 | International Challenger Zhangjiagang, Zhangjiagang | Cemento     | Jason Jung           | 4-6, 6-2, 4-6 |
| 5. | 18 marzo 2018     | Pingshan Open, Shenzhen                             | Cemento     | Il'ja Ivaška         | 4-6, 2-6      |

#### Doppio

##### Vittorie (16)
| Legenda tornei minori |
| Challenger (11)       |
| Futures (5)           |

| N.  | Data              | Torneo                                                | Superficie      | Compagno    | Avversari in finale                  | Punteggio           |
| 1.  | 6 agosto 2016     | Chengdu Challenger, Chengdu                           | Cemento         | Gong Maoxin | Gao Xin Li Zhe                       | 6-3, 4-6, [13-11]   |
| 2.  | 11 marzo 2017     | Zhuhai Open, Zhuhai                                   | Cemento         | Gong Maoxin | Ruan Roelofse Yi Chu-huan            | 6-3, 7–6(4)         |
| 3.  | 21 aprile 2018    | ATP Challenger China International Nanchang, Nanchang | Terra rossa (i) | Gong Maoxin | Ruben Gonzales Christopher Rungkat   | 3-6, 7–6(7), [10-7] |
| 4.  | 7 luglio 2018     | Guzzini Challenger, Recanati                          | Cemento         | Gong Maoxin | Gonzalo Escobar Fernando Romboli     | 2-6, 7–6(5), [10-8] |
| 5.  | 4 agosto 2018     | Chengdu Challenger, Chengdu                           | Cemento         | Gong Maoxin | Michail Elgin Yaraslav Shyla         | 6-4, 6-4            |
| 6.  | 8 settembre 2018  | International Challenger Zhangjiagang, Zhangjiagang   | Cemento         | Gong Maoxin | Bradley Mousley Akira Santillan      | walkover            |
| 7.  | 15 settembre 2018 | Shanghai Challenger, Shanghai                         | Cemento         | Gong Maoxin | Hua Runhao Zhang Zhizhen             | 6-4, 3-6, [10-4]    |
| 8.  | 20 ottobre 2018   | Ningbo Challenger, Ningbo                             | Cemento         | Gong Maoxin | Hsieh Cheng-peng Christopher Rungkat | 7-5, 2-6, [10-5]    |
| 9.  | 27 ottobre 2018   | Liuzhou Open, Liuzhou                                 | Cemento         | Gong Maoxin | Hsieh Cheng-peng Christopher Rungkat | 6-3, 2-6, [10-3]    |
| 10. | 16 febbraio 2019  | Bangkok Challenger, Bangkok                           | Cemento         | Gong Maoxin | Hsieh Cheng-peng Christopher Rungkat | 6-4, 6-4            |
| 11. | 9 marzo 2019      | Zhuhai Open, Zhuhai                                   | Cemento         | Gong Maoxin | Max Purcell Luke Saville             | 6-4, 6-4            |

##### Finali perse (20)
| Legenda tornei minori |
| Challenger (13)       |
| Futures (7)           |

| N.  | Data              | Torneo                                           | Superficie  | Compagno     | Avversari in finale                       | Punteggio            |
| 1.  | 28 agosto 2010    | Astana Cup, Astana                               | Cemento (i) | Wu Di        | Michail Elgin Nikolaus Moser              | 0-6, 4-6             |
| 2.  | 30 luglio 2011    | ATP China Challenger International, Wuhai        | Cemento     | Feng He      | Lee Hsin-han Yang Tsung-hua               | 2-6, 6(4)–7          |
| 3.  | 14 settembre 2012 | Ningbo Challenger, Ningbo                        | Cemento     | Gong Maoxin  | Sanchai Ratiwatana Sonchat Ratiwatana     | 4-6, 2-6             |
| 4.  | 13 luglio 2013    | Beijing International Challenger, Pechino        | Cemento     | Gong Maoxin  | Toshihide Matsui Danai Udomchoke          | 6-4, 6(6)–7, [8-10]  |
| 5.  | 14 giugno 2014    | TK Sparta Praga Challenger, Praga                | Terra rossa | Lee Hsin-han | Roman Jebavý Jiří Veselý                  | 1-6, 3-6             |
| 6.  | 13 agosto 2016    | Qingdao Challenger, Qingdao                      | Terra rossa | Gong Maoxin  | Danilo Petrović Tak Khunn Wang            | 2-6, 6-4, [5-10]     |
| 7.  | 11 febbraio 2017  | Kunal Patel San Francisco Open, San Francisco    | Cemento (i) | Gong Maoxin  | Matt Reid John-Patrick Smith              | 7–6(4), 5-7, [7-10]  |
| 8.  | 28 ottobre 2017   | China International Suzhou, Suzhou               | Cemento     | Gong Maoxin  | Gao Xin Sun Fajing                        | 6(5)–7, 6-4, [7-10]  |
| 9.  | 24 marzo 2018     | Qujing International Challenger, Qujing          | Cemento     | Wu Di        | Aljaksandr Bury Peng Hsien-yin            | 7–6(3), 4-6, [10-12] |
| 10. | 28 aprile 2018    | ATP China International Tennis Challenge, Anning | Terra rossa | Gong Maoxin  | Aljaksandr Bury Lloyd Harris              | 3-6, 4-6             |
| 11. | 15 giugno 2019    | Nottingham Open, Nottingham                      | Erba        | Gong Maoxin  | Santiago González Aisam-ul-Haq Qureshi    | 6-4, 6(5)–7, [5-10]  |
| 12. | 10 agosto 2019    | Yokkaichi Challenger, Yokkaichi                  | Cemento     | Gong Maoxin  | Nam Ji-sung Song Min-kyu                  | 3-6, 6-3, [12-14]    |
| 13. | 25 gennaio 2020   | Bangkok Challenger II, Bangkok                   | Cemento     | Gong Maoxin  | Miguel Angel Reyes-Varela Gonzalo Escobar | 3-6, 3-6             |